# Quesadilla
Quesadilla er en mexicansk madret lavet af tortilla, typisk med kød eller grøntsager og ost (normalt Oaxaca-ost). Tortillaen koges på en bageplade eller komfur, hvorefter den serveres sammen med salsa. Traditionelt er en quesadilla lavet med majstortilla.
Quesadillaen har sin oprindelse i Nyspanien. Ordet "quesadilla" kommer fra det spanske ord "queso", som betyder ost på dansk. Navnet afspejler derfor det traditionelle fyld, som er "ost i tortilla".
Quesadillas har udviklet sig over mange år og er blevet eksperimenteret med forskellige variationer. Den sælges ofte på mexicanske restauranter over hele verden. Ligesom tacos er quesadillaen en almindelig streetfood og serveres normalt som frokost eller snacks på ethvert tidspunkt af dagen. I Mexico er tortillaen næsten altid lavet af majs (ofte blå majs), undtagen i den nordligste del af landet. Hvis der bruges tortilla lavet af hvede, kaldes retten for Quesadilla Sincronizada (på dansk: synkroniseret quesadilla).